# Szuwar tatarakowy
Szuwar tatarakowy, zespół tataraku zwyczajnego (Acoretum calami) – syntakson w randze zespołu budowany przez słodkowodny makrofit: tatarak zwyczajny. Należy do klasy zespołów szuwarowych Phragmitetea. Niegdyś bywał włączany do zespołu Scirpo-Phragmitetum.

## Charakterystyka
Wysoki (do 1 m) szuwar zajmujący stosunkowo płytkie (kilkadziesiąt cm głębokości) wody stojące i wolno płynące różnych typów zbiorników i cieków. Zajmuje brzegi różnych zbiorników (zbiorniki astatyczne, starorzecza, jeziora i in.) Częsty na siedliskach synantropijnych. Występuje niemal wyłącznie na podłożach mineralnych, a jednocześnie wymaga wód żyznych (eutroficzne). Znosi wody politroficzne, z dużą ilością związków azotu i fosforu. Odczyn wody od obojętnego do zasadowego (pH 7–8,5), nie znosi wód humotroficznych.
W małych, synantropijnych zbiornikach może być jedynym zbiorowiskiem szuwarowym, w większych sąsiaduje z innymi zbiorowiskami roślin szuwarowo-wodnych. Od lądu sąsiaduje z roślinnością łąkową. Źle znosi zabagnienie zbiornika. W sukcesji ekologicznej wypierany przez szuwary ze związku Phragmition lub Magnocaricion.
Zespół może odgrywać istotną rolę w lądowaceniu tylko małych zbiorników wodnych.
Występowanie
W Polsce pospolite na terenie całego kraju.
Charakterystyczna kombinacja gatunków
ChAss. : tatarak zwyczajny (Acorus calamus).
ChAll. : tatarak zwyczajny (Acorus calamus), sitowiec nadmorski (Bulboschoenus maritimus), łączeń baldaszkowy (Butomus umbellatus), kropidło wodne (Oenanthe aquatica), rzepicha ziemnowodna (Rorippa amphibia), strzałka wodna (Sagittaria sagittifolia), oczeret jeziorny (Schoenoplectus lacustris), jeżogłówka pojedyncza (Sparganium emersum), jeżogłówka gałęzista (Sparganium erectum).
ChCl. : żabieniec babka wodna (Alisma plantago-aquatica), ponikło błotne (Eleocharis palustris), skrzyp bagienny (Equisetum fluviatile), manna mielec (Glyceria maxima), trzcina pospolita (Phragmites australis), szczaw lancetowaty (Rumex hydrolapathum), oczeret Tabernemontana (Schoenoplectus tabernaemontani), marek szerokolistny (Sium latifolium), pałka szerokolistna (Typha latifolia).
Typowe gatunki
Charakterystyczna kombinacja gatunków zbiorowiska ma znaczenie dla diagnostyki syntaksonomicznej, jednak nie wszystkie składające się na nią gatunki występują często. Dominantem jest tatarak zwyczajny. Inne częściej występujące gatunki to: trzcina pospolita, skrzyp bagienny, manna mielec, marek szerokolistny, szczaw lancetowaty, żabieniec babka wodna, turzyca dzióbkowata i rzęsa drobna.